# Michael Moorer
Michael Lee Moorer (Brooklyn, 12 novembre 1967) è un ex pugile statunitense, in attività dal 1988 al 2008. 
Ha combattuto nella categoria dei pesi massimileggeri e pesi massimi.

## Biografia
Originario della Pennsylvania, ebbe una breve carriera come dilettante passando professionista nel 1988.

## Carriera
Moorer esordì tra i massimi leggeri il 4 marzo 1988, sconfiggendo Adrian Riggs per KO alla prima ripresa. Nello stesso anno vinse altri dieci incontri, guadagnando subito la possibilità di combattere per un titolo mondiale: il titolo della WBO, federazione da poco creata. Il 3 dicembre vinse la cintura, sconfiggendo il giordano Ramzi Hassan con un KO alla quinta ripresa. Tra il 1989 e il 1990 difese per nove volte il titolo, uscendo vincente sempre prima del limite.
Nel 1991 decise di passare di categoria, esordendo con una vittoria tra i pesi massimi. Dopo aver vinto sei incontri, si assicurò un posto nella sfida per il titolo mondiale, sempre in versione WBO. Il 15 maggio 1992 conquistò la cintura sconfiggendo Bert Cooper per KOT alla quinta ripresa: il 27 febbraio 1993 respinse l'assalto di Spaccaossa Smith battendolo ai punti in 10 riprese. Il 22 aprile 1994 affrontò Evander Holyfield per il titolo di campione regolare: Holyfield mise in palio i titoli IBF e WBA. Pur soffrendo la notevole potenza di Holyfield, Moorer riuscì a sconfiggerlo ai punti al termine delle 10 riprese conquistando le altre versioni del titolo.
Alla prima difesa, il 5 novembre dello stesso anno, si trovò di fronte George Foreman: tra i due pugili c'erano diciotto anni di differenza. Moorer disputò un ottimo incontro, ma alla decima ripresa venne sconfitto per KO dal quarantacinquenne avversario: fu per lui la prima sconfitta dopo 35 vittorie. Il 22 giugno 1996 diventò campione del Mondo versione IBF, sconfiggendo il tedesco Axel Schulz con un verdetto non unanime al termine di 12 riprese. Dopo aver difeso per due volte il titolo, l'8 novembre 1997 ritrovò Holyfield per la seconda volta ma stavolta fu Real Deal a vincere un incontro nel quale mise in palio la cintura WBA conquistata contro Mike Tyson l'anno precedente. La supremazia di Holyfield fu tale da costringere Moorer a ritirarsi nel corso dell'ottava ripresa.
Negli anni successivi disputò pochi incontri, e decise di tornare tra i massimi leggeri dove vinse il titolo nordamericano nel dicembre 2004. Ha disputato il suo ultimo incontro l'8 febbraio 2008, all'età di 41 anni.